# Zwergfiederbartwelse
Die Zwergfiederbartwelse (Microsynodontis) sind eine Gattung der afrikanischen Fiederbartwelse. Die meisten Arten der Gattung leben in Niederguinea, einige auch im Kongobecken und eine weitere (Microsynodontis polli) in Guinea und Liberia.

## Merkmale
Zwergfiederbartwelse werden drei bis zehn Zentimeter lang und unterscheiden sich von Synodontis durch den schlankeren und gestreckteren Körper, die abgerundete oder spatenförmige Schwanzflosse (gegabelt bei Synodontis) und die freien Augenränder. Von ihren drei Bartelpaaren sind die beiden am Unterkiefer gefiedert. Die Rückenflosse ist wesentlich kürzer als die direkt dahinter beginnende, niedrige aber sehr lange Fettflosse. Die Bauchflossen sind kurz und reichen nicht bis zur Afterflosse. Der Flossenstachel der Brustflosse ist außen schwach und innen stark gesägt. Die Zähne im Oberkiefer sind zugespitzt, die im Unterkiefer hakenförmig. Im Oberkiefer sind die 60 bis 120 Zähne in einem dicken halbmondförmigen Band angeordnet. Microsynodontis-Arten sind im Allgemeinen dunkelbraun gefärbt und weisen eine mehr oder weniger ausgeprägte senkrechte, helle Bänderung auf.

## Arten
Fishbase listet zwölf Arten:
- Microsynodontis armatus Ng, 2004

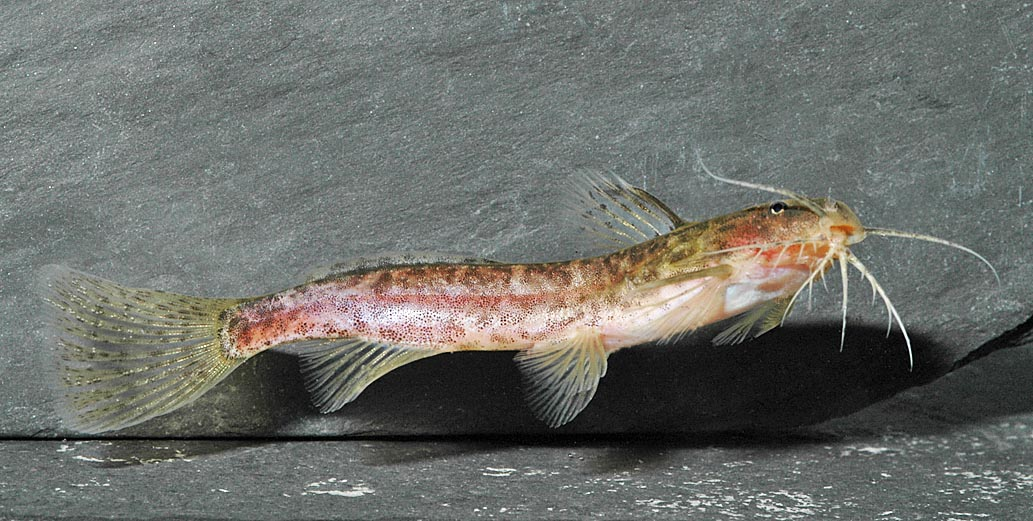
Microsynodontis polli

- Microsynodontis batesii Boulenger, 1903 (Typusart)
- Microsynodontis christyi Boulenger, 1920
- Microsynodontis emarginatus Ng, 2004
- Microsynodontis hirsutus Ng, 2004
- Microsynodontis laevigatus Ng, 2004
- Microsynodontis lamberti Poll & Gosse, 1963
- Microsynodontis nannoculus Ng, 2004
- Microsynodontis nasutus Ng, 2004
- Microsynodontis notatus Ng, 2004
- Microsynodontis polli Lambert, 1958
- Microsynodontis vigilis Ng, 2004